# Made (album Big Bangu)
MADE – trzeci koreański album studyjny południowokoreańskiej grupy Big Bang, wydany 12 grudnia 2016 roku przez YG Entertainment.
Przed oficjalną premierą albumu, projekt MADE został podzielony na cztery części, z których każda składała się z dwóch singli wydanych pod kolejnymi literami: M, A, D, E. Każdy singel ukazywał się w pierwszym dniu każdego miesiąca począwszy od maja do sierpnia 2015 roku, z wyjątkiem ostatniej części E, która została wydana 5 sierpnia 2015 roku. Ostatnim etapem projektu było wydane albumu studyjnego zatytułowanego MADE we wrześniu. Jednak ze względu na światową trasę Big Bang i napięty harmonogram, wydanie albumu zostało opóźnione.

## Tło
1 kwietnia 2015 roku YG Entertainment ujawniło pierwsze zdjęcie zapowiadające comeback Big Bangu. Następnie ukazał się zwiastun światowej trasy MADE World Tour. YG Entertainment na kolejnym zdjęciu ujawniło tytuły utworów z pierwszego singla M. 27 i 28 maja YG Entertainment opublikowało plakaty do części A zatytułowane „BANG BANG BANG” oraz „WE LIKE 2 PARTY”. 27 i 28 czerwca wytwórnia zapowiedziała wydanie trzeciej części D, z dwoma utworami „If You” i „Sober”, teledysk powstał tylko dla drugiej piosenki. Czwarta część E miała ukazać się 1 sierpnia, ale z powodu światowego tournée zespołu, ukazał się 5 sierpnia, na singlu znalazły się utwory „Let's Not Fall in Love” i „Zutter” (duetu GD & TOP). 18 sierpnia wytwórnia ogłosiła, że data wydania albumu została przełożona. Członkowie Big Bangu wykorzystali 3 tygodnie, aby dodać nowe utwory do albumu i odpocząć po 4 miesiącach działań promocyjnych
18 października 2016 roku, Big Bang rozpoczęli kręcenie nowego teledysku do ostatecznej wersji albumu w Cheongju. Drugi teledysk został nakręcony 15 października w Seulu. 22 listopada wytwórnia zapowiedziała wydanie albumu na 12 grudnia 2016 roku. 6 grudnia pojawiła się informacja o pierwszym głównym singlu pt. „FXXK IT”. W następnych dniach ujawniono dwa kolejne tytuły: „Last Dance” i „Girlfriend”.

## Lista utworów
| Nr  | Tytuł                                                                      | Słowa                        | Kompozycja                          | Aranżacja       | Czas |
| --- | -------------------------------------------------------------------------- | ---------------------------- | ----------------------------------- | --------------- | ---- |
| 1.  | „Fxxk It” (kor. 에라 모르겠다 Era moreugedda)                              | Teddy, G-Dragon, T.O.P       | Teddy, G-Dragon, R.Tee Teddy, R.Tee | 3:52            |      |
| 2.  | „Last Dance”                                                               | G-Dragon, T.O.P, Taeyang     | G-Dragon, Jeon Yong-jun             | Seo Won-jin, 24 | 4:40 |
| 3.  | „Girlfriend”                                                               | Teddy, G-Dragon, T.O.P       | Teddy, G-Dragon, Choice37           | Teddy, Choice37 | 3:49 |
| 4.  | „Let's Not Fall In Love” (kor. 우리 사랑하지 말아요 Uri saranghaji marayo) | Teddy, G-Dragon              | Teddy, G-Dragon                     | Teddy           | 3:32 |
| 5.  | „Loser”                                                                    | Teddy, T.O.P, G-Dragon       | Teddy, Taeyang                      | Teddy           | 3:39 |
| 6.  | „Bae Bae”                                                                  | G-Dragon, Teddy, T.O.P       | Teddy, G-Dragon, T.O.P              | Teddy           | 2:49 |
| 7.  | „Bang Bang Bang” (kor. 뱅뱅뱅)                                             | Teddy, G-Dragon, T.O.P       | Teddy, G-Dragon                     | Teddy           | 3:40 |
| 8.  | „Sober” (kor. 맨정신 Maenjeongsin)                                         | Teddy, G-Dragon, T.O.P       | Teddy, Choice37, G-Dragon           | Teddy, Choice37 | 3:57 |
| 9.  | „If You”                                                                   | G-Dragon                     | G-Dragon, P.K, Dee.P                | P.K, Dee.P      | 4:24 |
| 10. | „Zutter” (kor. 쩔어 Jjeoreo) (GD&T.O.P)                                    | G-Dragon, Teddy, T.O.P       | Teddy, G-Dragon, T.O.P              | Teddy           | 3:14 |
| 11. | „We Like 2 Party”                                                          | Teddy, Kush, G-Dragon, T.O.P | Teddy, Kush, Seo Won Jin, G-Dragon  | Teddy, Kush     | 3:16 |

## Notowania
| Kraj              | Lista                            | Najwyższa pozycja |
| ----------------- | -------------------------------- | ----------------- |
| Korea Południowa  | Gaon Weekly Album Chart          | 1                 |
| Korea Południowa  | Gaon Monthly Album Chart         | 4                 |
| Korea Południowa  | Gaon Yearly Album Chart (2015)   | 24                |
| Japonia           | Oricon Daily Album Chart         | 1                 |
| Japonia           | Oricon Weekly Album Chart        | 1                 |
| Japonia           | Billboard Japan Hot Albums       | 1                 |
| Japonia           | Billboard Japan Top Albums Sales | 1                 |
| Tajwan            | G-Music                          | 1                 |
| Stany Zjednoczone | Download Albums (OCC)            | 67                |
| Stany Zjednoczone | Billboard 200                    | 172               |
| Stany Zjednoczone | Billboard Digital Albums         | 24                |
| Stany Zjednoczone | Heatseekers Albums               | 1                 |
| Stany Zjednoczone | Billboard World Albums           | 1                 |

## Sprzedaż
| Państwo           | Sprzedaż                           |
| ----------------- | ---------------------------------- |
| Korea Południowa  | 257 513 (stan na grudzień 2017 r.) |
| Chiny             | 2 970 000 (cyfrowe)                |
| Japonia           | 122 628                            |
| Stany Zjednoczone | 4000                               |